# 파칸어파
파칸어파(Pakanic)는 중국 광시성 룽린 각족 자치현에서 쓰이는 파류어(Bolyu, 巴琉語)와 윈난성 원산 좡족 먀오족 자치주에서 쓰이는 부간어(Bugan, 布甘語)의 2개 언어로 이루어진 오스트로아시아어족의 한 분파이다. Jenny & Sidwell (2015)은 이를 오스트로아시아어족 내의 독자적 분파로 간주한다.
Edmondson & Gregerson (1996)은 파류어와 비엣어파 간의 음운 및 어휘적 유사성을 지적했으나 Gérard Diffloth는 파칸어파가 팔라웅어파와 가까운 관계라고 제안했다.
망어(Mang)는 파칸어파에 포함되기도 하고 별개 분파로 분류되기도 한다.